# Акопян, Давид Суренович
Дави́д Суре́нович Акопя́н (арм. Դավիթ Սուրենի Հակոբյան, 1 января 1950, Берд, Армянская ССР — 29 сентября 2014, Ереван) — армянский политический деятель, лидер Марксистской партии Армении.
- 1966 — окончил среднюю школу города Берд с золотой медалью.
- 1973 — лечебный факультет Ереванского государственного медицинского института, по специальности врач-терапевт.
- 1973—1976 — работал врачом-ординатором в 4-м управлении при минздраве Армянской ССР.
- 1976—1978 — служил в армии.
- С 1978 — заведующий терапевтическим отделением 12-й поликлиники (г. Ереван).
- 29 июня 1997 — основал и возглавил Марксистскую партию Армении.

## Публикации
- Новая национальная идеология и доктрина.
- Новая доктрина биологической безопасности нации.
- Новая концепция Марксизма. Карабахский вопрос — как частица армянского вопроса.
- Новая доктрина оформления института парламентаризма и демократии.
- Автор доктрины новой экономической политики и идеологии.
- Автор новой образовательной доктрины.
- Автор нового избирательного права.